# José Gutiérrez Guerra
José Gutiérrez Guerra (Sucre, 5 de setembro de 1869 — Antofagasta, 3 de fevereiro de 1929) foi um político boliviano e presidente de seu país entre 15 de agosto de 1917 e 12 de julho de 1920.